# Macrobrochis gigas
Macrobrochis gigas là một loài bướm đêm thuộc phân họ Arctiinae, họ Erebidae.

## Hình ảnh

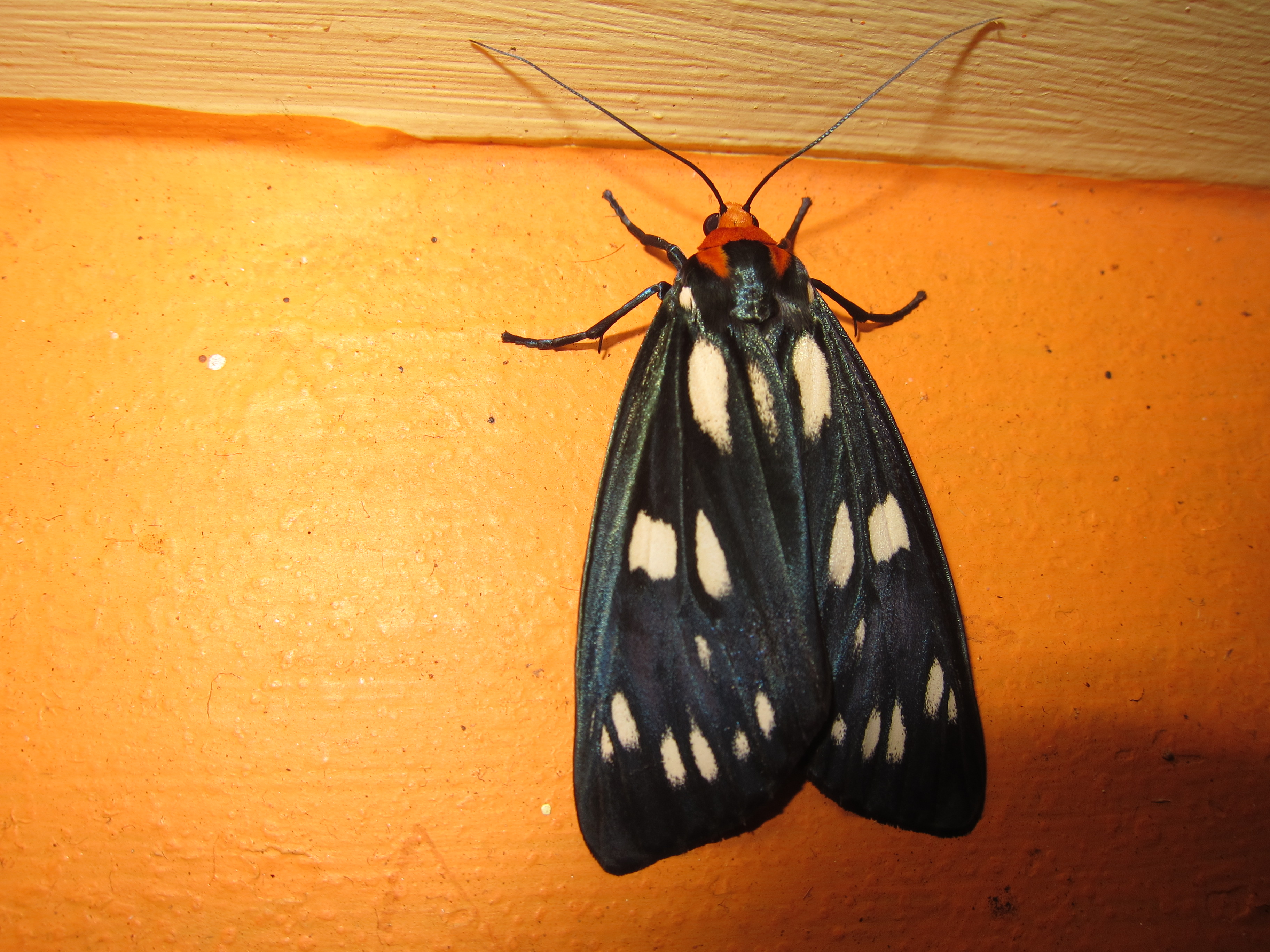
Macrobrochis gigas
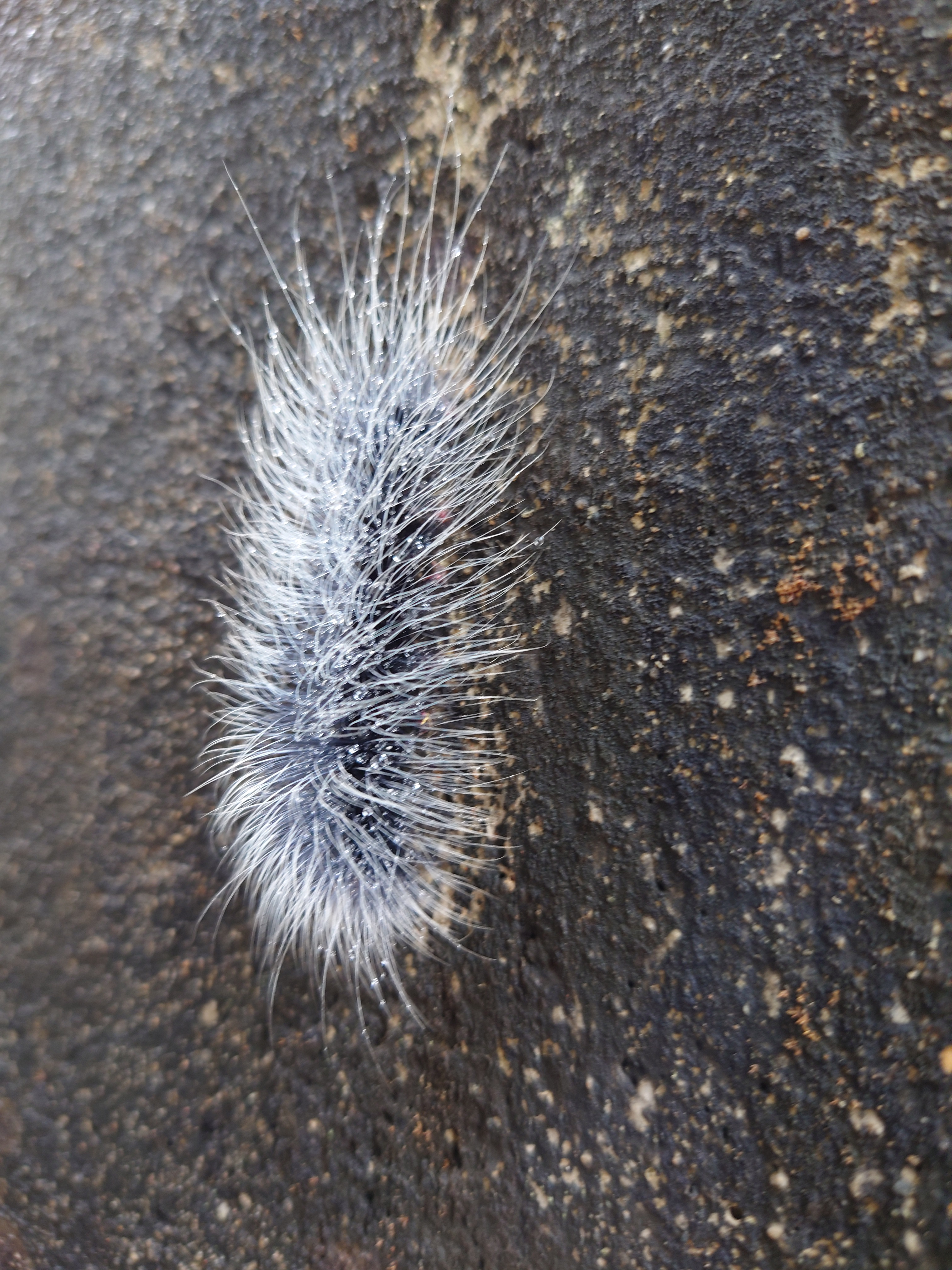
Dạng sâu của loài Macrobrochis gigas